# Otto J.S. Ehrström
Otto Jarl Sigurd Ehrström, född 20 november 1891 i Helsingfors, död 8 oktober 1978 i Lojo, var en finländsk tonsättare och musikskriftställare. Han var far till Inger Ehrström. 
Ehrström, som var son till stadsingenjör Otto Ehrström och Aline Baeckman, blev student 1911 och studerade vid utländska musikhögskolor. Han var medarbetare i Hufvudstadsbladet från 1929, i Helsingfors-Journalen-Månadsrevyn 1936–1944 och i Appell från 1945. Han var även anställd vid inrikesministeriet 1940–1945. Han dirigerade egna program med symfonier, vokal- och skådespelsmusik samt utgav kompositioner för solostämma och för blandad kör. 
Ehrström utgav R. Faltin och hans samtid (påbörjad av Karl Flodin, 1934), En del av Akademens historia (1938) och en vid svenska dramatikerförbundets tävlan 1955 belönad barnpjäs, uppförd på Svenska Teatern i januari–mars 1956. Han utgav även "Kåserande" skolor för självundervisning i violin, gitarr och mandolin (i finsk översättning).